# Dahomey op de Olympische Zomerspelen 1972
Dahomey, tegenwoordig Benin genoemd, debuteerde op de Olympische Zomerspelen tijdens de Olympische Zomerspelen 1972 in München, West-Duitsland. Het heeft tot en met de Spelen van 2008 nog nooit een medaille gewonnen.

## Deelnemers en resultaten per onderdeel

### Atletiek
| Olympiër         | Discipline | Resultaat | Prestatie            |
| ---------------- | ---------- | --------- | -------------------- |
| Brahima Idrissou | 400m (m)   | 52e       | serie 7: 6e in 48,50 |

### Boksen
| Olympiër            | Discipline | Resultaat | Prestatie                         |
| ------------------- | ---------- | --------- | --------------------------------- |
| Meriga Salou Seriki | -48kg (m)  | 33e       | 1e ronde: V van EGY El-Ashry: 0-5 |
| Leopold Agbazo      | -54kg (m)  | 33e       | 1e ronde: V van TUN Hammi: 0-5    |

Afghanistan · Albanië · Algerije · Amerikaanse Maagdeneilanden · Argentinië · Australië · Bahama's · Barbados · België · Bermuda · Birma · Bolivia · Bondsrepubliek Duitsland · Brazilië · Brits-Honduras · Bulgarije · Canada · Ceylon · Chili · Colombia · Congo-Brazzaville · Costa Rica · Cuba · Dahomey · Denemarken · Dominicaanse Republiek · Duitse Democratische Republiek · Ecuador · Egypte · El Salvador · Ethiopië · Fiji · Filipijnen · Finland · Frankrijk · Gabon · Ghana · Griekenland · Groot-Brittannië · Guatemala · Guyana · Haïti · Hongarije · Hongkong · Ierland · IJsland · India · Indonesië · Iran · Israël · Italië · Ivoorkust · Jamaica · Japan · Joegoslavië · Kameroen · Kenia · Khmerrepubliek · Koeweit · Lesotho · Libanon · Liberia · Liechtenstein · Luxemburg · Madagaskar · Malawi · Maleisië · Mali · Malta · Marokko · Mexico · Monaco · Mongolië · Nederland · Nederlandse Antillen · Nepal · Nicaragua · Nieuw-Zeeland · Niger · Nigeria · Noord-Korea · Noorwegen · Oeganda · Oostenrijk · Opper-Volta · Pakistan · Panama · Paraguay · Peru · Polen · Portugal · Puerto Rico · Roemenië · San Marino · Saoedi-Arabië · Senegal · Singapore · Soedan · Somalië · Sovjet-Unie · Spanje · Suriname · Swaziland · Syrië · Taiwan · Tanzania · Thailand · Togo · Trinidad en Tobago · Tsjaad · Tsjecho-Slowakije · Tunesië · Turkije · Uruguay · Venezuela · Verenigde Staten · Vietnam · Zambia · Zuid-Korea · Zweden · Zwitserland